# Джанетти, Лаутаро
Лаутаро Джанетти (исп. Lautaro Gianetti; родился 13 ноября 1993 года в Буэнос-Айресе) — аргентинский футболист, центральный защитник клуба «Удинезе».

## Биография

### Клубная карьера
Джанетти — воспитанник футбольной академии клуба «Велес Сарсфилд». 6 мая 2012 года в матче против «Архентинос Хуниорс» он дебютировал в аргентинской Примере. В первые три сезона редко выходил на поле, с осени 2015 года стал игроком основного состава. 23 апреля 2016 года в игре против «Архентинос Хуниорс» забил свой первый гол в чемпионате страны, ставший единственным в этом матче.
В 2019 году Джанетти стал капитаном «Велеса».

### Международная карьера
В 2013 году Лаутаро в составе молодёжной сборной Аргентины принял участие в домашнем молодёжном чемпионате Южной Америки. На турнире он сыграл в матчах против сборных Чили, Парагвая и Боливии.
Летом 2016 года Джанетти в составе олимпийской сборной Аргентины принял участие в Олимпийских играх в в Рио-де-Жанейро. На турнире он сыграл в матчах против команд Португалии, Алжира и Гондураса.

## Достижения
- Чемпион Аргентины (2): 2012/13, Инисиаль 2012
- Обладатель Суперкубка Аргентины (1): 2013